# جيمس تريسي
جيمس تريسي (بالإنجليزية: James Tracy)‏ هو كاتب أمريكي، ولد في 1970 في أوكلاند في الولايات المتحدة.

## وصلات خارجية
- الموقع الرسمي